# Вбивство в МФЦ «Рязанський» у Москві
Вбивство в МФЦ «Рязанський» у Москві — злочин, скоєний 7 грудня 2021 в одному з багатофункціональних центрів в Південно-Східному окрузі Москви, на Новокузьмінській вулиці. Внаслідок стрілянини двоє людей загинули, ще четверо було поранено.

## Особа злочинця
Сергій Юрійович Глазов (26.08.1976) народився та виріс у Москві. Закінчивши у 1993 році школу, вступив до інституту криптографії, зв'язку та інформатики академії ФСБ, а здобувши у ньому вищу технічну освіту, до початку 2010 року служив у спецслужбах — ФСБ та СЗР РФ, де отримав звання підполковник. За словами матері Глазова, її син закінчив військову академію, дослужився до підполковника, потім його посилали за кордон в Малайзію, рік з лишком працював там. До лютого 2010 Глазов був молодшим офіцером служби зв'язку СЗР. У 2010 році він, ймовірно, завершив свою військову службу. Проживав у Москві, має старшого брата, який теж працював у силових відомствах. Батько Глазова, Юрій Свистун працював у Міністерстві економічного розвитку та торгівлі РФ, а до цього в Комітеті Російської Федерації з військово-технічного співробітництва з іноземними державами.

## Хід подій
7 грудня 2021 року Сергій Глазов прийшов у багатофункціональний центр «Мої документи» у Південно-Східному окрузі Москви та влаштував скандал після того, як черговий охоронець на вході попросив його надіти медичну маску. За словами очевидців конфлікту, Глазов поводився неадекватно, робив гучні заяви про кінець світу і називав пандемію коронавірусу світовою змовою.
Під час конфлікту зловмисник вихопив незареєстрований пістолет Glock,переобладнаний для стрільби бойовими патронами та відкрив вогонь по людям, які почали розбігатися. Внаслідок стрілянини двоє людей загинули, ще четверо (двоє чоловіків та дві жінки) було поранено.
Вбивцю затримав старший лейтенант поліції Георгій Домолаєв.
У затриманого в сумках знайшли більше двох десятків набоїв, понад 27 тисяч євро, майже дві сотні доларів, а також не менше 25 тисяч рублів.

## Слідство та суд
Слідчий Комітет РФ порушив проти Глазова кримінальну справу за двома статтями — «Вбивство двох і більше осіб» та «Незаконний обіг зброї». Прокуратура Москви взяла на контроль розслідування цього вбивства. За деякими відомостями до розслідування підключилося також Військове слідче управління СКР.